# Prowers County
Das Prowers County ist ein County im Osten des US-Bundesstaats Colorado. Der Verwaltungssitz (County Seat) ist die größte Stadt des Countys, Lamar.

## Geographie
Das County liegt im Südosten Colorados an der Grenze zum US-Bundesstaat Kansas. Im Norden grenzt das Kiowa County, im Süden Baca County an Prowers County. Im Osten liegen die Countys Hamilton und Stanton (beide Kansas). Der American Discovery Trail und der Santa Fe Trail verlaufen durch das County-Gebiet.

## Geschichte
Das County ist nach John W. Prowers benannt, einem Pionier, der das untere Tal des Arkansas erkundete. Es entstand 1889 aus der Teilung des Bent County. 1942 wurde bei Granada das Internierungslager Granada War Relocation Center errichtet.

## Demografische Daten

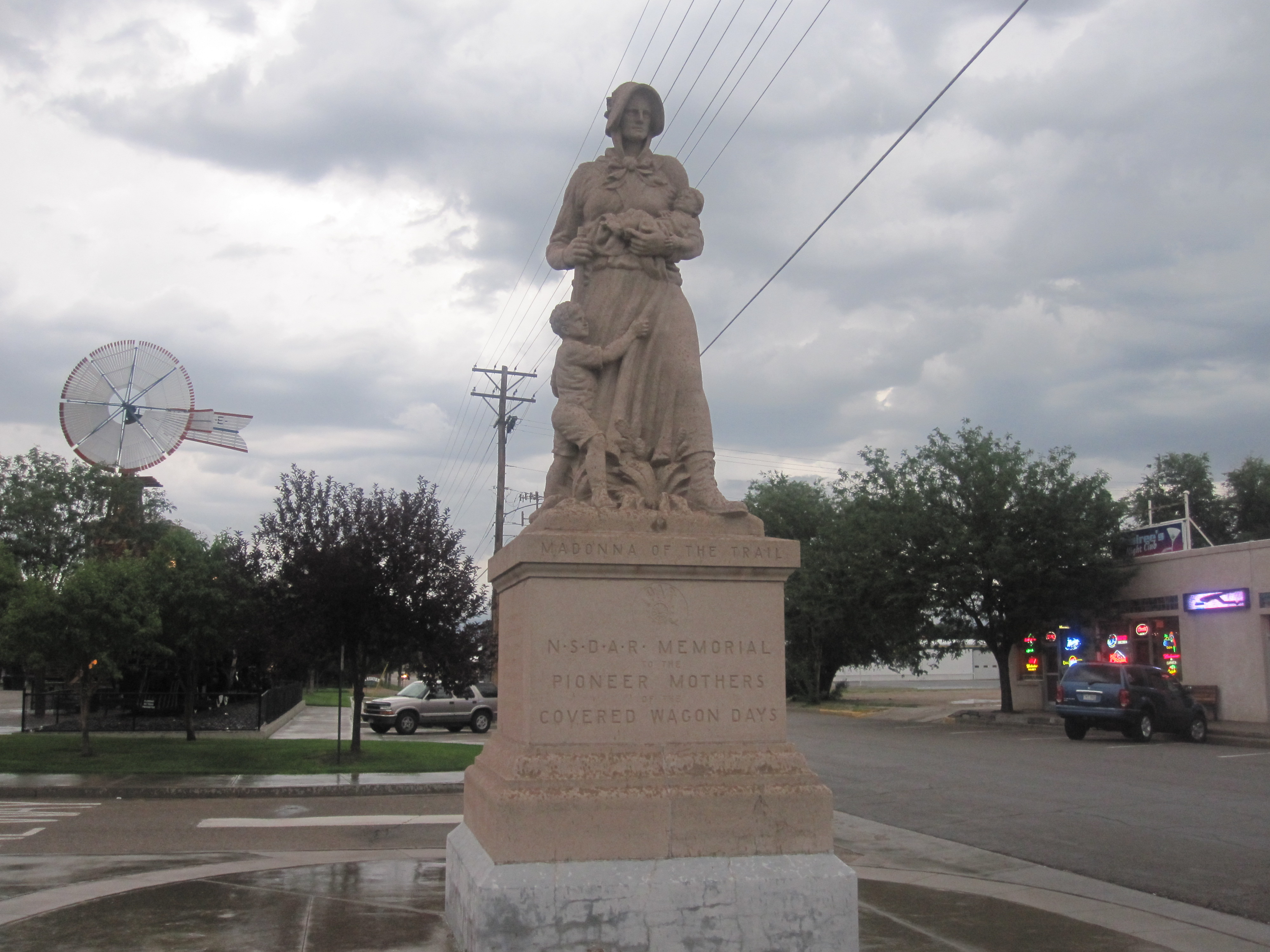
Madonna of the Trail, Denkmal zu Ehren der Mütter der Pioniere

Nach der Volkszählung im Jahr 2000 lebten im County 14.483 Menschen. Es gab 5307 Haushalte und 3725 Familien. Die Bevölkerungsdichte betrug 3 Einwohner pro Quadratkilometer. Ethnisch betrachtet setzte sich die Bevölkerung zusammen aus 78,57 Prozent Weißen, 0,30 Prozent Afroamerikanern, 1,22 Prozent amerikanischen Ureinwohnern, 0,37 Prozent Asiaten, 0,03 Prozent Bewohnern aus dem pazifischen Inselraum und 17,17 Prozent aus anderen ethnischen Gruppen; 2,34 Prozent stammten von zwei oder mehr Ethnien ab. 32,91 Prozent der Gesamtbevölkerung waren spanischer oder lateinamerikanischer Abstammung.
Von den 5307 Haushalten hatten 37,4 Prozent Kinder und Jugendliche unter 18 Jahre, die bei ihnen lebten. 54,6 Prozent waren verheiratete, zusammenlebende Paare, 10,9 Prozent waren allein erziehende Mütter. 29,8 Prozent waren keine Familien. 25,4 Prozent waren Singlehaushalte und in 11,5 Prozent lebten Menschen im Alter von 65 Jahren oder darüber. Die Durchschnittshaushaltsgröße betrug 2,67 und die durchschnittliche Familiengröße lag bei 3,21 Personen.
Auf das gesamte County bezogen setzte sich die Bevölkerung zusammen aus 30,0 Prozent Einwohnern unter 18 Jahren, 10,7 Prozent zwischen 18 und 24 Jahren, 26,5 Prozent zwischen 25 und 44 Jahren, 20,2 Prozent zwischen 45 und 64 Jahren und 12,6 Prozent waren 65 Jahre alt oder darüber. Das Durchschnittsalter betrug 32 Jahre. Auf 100 weibliche Personen kamen 101,0 männliche Personen, auf 100 Frauen im Alter ab 18 Jahren kamen statistisch 98,7 Männer.
Das jährliche Durchschnittseinkommen eines Haushalts betrug 29.935 USD, das Durchschnittseinkommen der Familien betrug 34.202 USD. Männer hatten ein Durchschnittseinkommen von 24.971 USD, Frauen 20.526 USD. Das Prokopfeinkommen betrug 14.150 USD. 19,5 Prozent der Bevölkerung und 14,5 Prozent der Familien lebten unterhalb der Armutsgrenze. Darunter waren 27,1 Prozent der Bevölkerung unter 18 Jahren und 13,9 Prozent der Einwohner ab 65 Jahren.

## Sehenswürdigkeiten

Amache National Historic Site beziehungsweise Granada War Relocation Center (2015). Diese Stätte diente nach dem Angriff auf Pearl Harbor der Internierung japanischstämmiger Amerikaner. Im Februar 2006 erhielt der Ort den Status eines National Historic Landmarks zuerkannt.

16 Bauwerke, Stätten und historische Bezirke (Historic Districts) im Montezuma County sind im National Register of Historic Places („Nationales Verzeichnis historischer Orte“; NRHP) eingetragen (Stand 24. September 2022), wobei die Granada War Relocation Center den Status eines National Historic Landmarks („Nationale historische Wahrzeichen“) hat. Im März 2022 wurde die Stätte auf Beschluss des Kongresses zu einer National Historic Site erklärt.

## Orte im Prowers County
- Beta
- Bristol
- Channing
- Culp
- Goodale
- Granada
- Grote
- Hartman
- Holly
- Karl
- Koen
- Kornman
- Lamar
- May Valley
- Parrish
- Sugar
- Warwick
- West Farm
- Wiley